# Bakonyi Péter (vívó)
Bakonyi Péter, Buchwald Péter (Budapest, 1938. február 17. –) kétszeres olimpiai bronzérmes, világbajnok magyar kardvívó, informatikus, egyetemi tanár, a Magyar Vívószövetség egykori elnöke.

## Élete

### Élete
Értelmiségi családból származik, édesapja jogász, nagyapja mérnök volt. 1956-ban érettségizett a Bláthy Ottó Technikumban, és mivel származása miatt nem vették fel az egyetemre, villanyszerelő segédmunkásként kezdett el dolgozni az Elektromos Műveknél. 1960 és 1965 között a Műegyetem hallgatója volt, ahol villamosmérnöki diplomát szerzett. 1969-ben doktori címet, 1974-ben pedig a műszaki tudományok kandidátusa fokozatot szerzett. Szakmai pályáját a Magyar Tudományos Akadémia Automatizálási Kutatóintézetében kezdte el, ahol 1982-től tudományos igazgatóhelyettesi pozíciót töltött be. 1986 és 1999 között a Nemzeti Információs Infrastruktúra Programot vezette, amellyel létrehozták Magyarországon az elosztott számítógéphálózati szolgáltatásokat, s ezzel az Internet hazai bevezetésének alapjait. 1987-ben vendégprofesszorként az Észak-Karolinai Egyetemen tanított. 2002-ben ismét az MTA SZTAKI igazgató-helyettese volt. 2011-től a BME vezető tanácsadója, 2004 és 2008 között a Nemzeti Hírközlési és Informatikai Tanács kormány által delegált tagja. A BME címzetes docense, 2007-től a Budapesti Műszaki Főiskola címzetes főiskolai tanára. Nős, két gyermeke és hét unokája van.

### Sportolói pályafutása
Fiatalon kezd el vívni, az Elektromos Művek színeiben már ifjúsági válogatott vívó volt. Csapatban világbajnok (1966), egyéniben világbajnoki bronzérmes (1969). Négyszeres Universiade győztes, valamint háromszoros egyéni magyar bajnok (1962, 1965, 1971). Kétszeres olimpiai bronzérmes a férfi kard csapattal (1968, 1972). 1968-ban megkapta a Sport Érdemérem aranyfokozatát. 1977 és 1989 között a Magyar Vívószövetség elnöke volt. 2000-ben veterán világbajnoki címet nyert.

## Elismerései, kitüntetései
- Eötvös Loránd-díj (1964, 1986)
- Sport Érdemérem aranyfokozata (1968)
- Széchenyi-díj (1993)
- A Magyar Köztársaság Érdemrend tisztikeresztje (2003)
- Neumann-díj (2014)